# Hotaru Yamaguchi
Hotaru Yamaguchi (山口 蛍, Yamaguchi Hotaru, Mie, 6 oktober 1990) is een Japans voetballer die als middenvelder speelt bij Vissel Kobe. Hij debuteerde in 2013 in het Japans voetbalelftal.

## Carrière
Hotaru Yamaguchi debuteerde in 2009 voor Cerezo Osaka in de J2 League, de Japanse tweede klasse. Dat seizoen dwong de club promotie af naar de J1 League. Sindsdien maakte hij ruim tien doelpunten in meer dan honderd wedstrijden voor Cerezo Osaka in de J1 League. Op 21 juli 2013 maakte Yamaguchi zijn debuut in het Japans voetbalelftal in een wedstrijd op het Oost-Aziatisch kampioenschap tegen China (3–3). Met Japan nam hij deel aan het wereldkampioenschap voetbal 2014 in Brazilië, waar hij meespeelde in alle groepswedstrijden. Op 5 augustus 2015 maakte Yamaguchi zijn eerste interlanddoelpunt tegen Zuid-Korea tijdens het tweede duel (1–1) van het Oost-Aziatisch kampioenschap 2015.
Per 1 januari 2016 speelt hij bij het Duitse Hannover 96.

## Statistieken
| Japans voetbalelftal | Japans voetbalelftal | Japans voetbalelftal |
| Jaar                 | Wed.                 | Dlp.                 |
| -------------------- | -------------------- | -------------------- |
| 2013                 | 8                    | 0                    |
| 2014                 | 7                    | 0                    |
| 2015                 | 9                    | 1                    |
| 2016                 | 6                    | 1                    |
| 2017                 | 8                    | 0                    |
| 2018                 | 7                    | 0                    |
| 2019                 | 3                    | 1                    |
| Totaal               | 48                   | 3                    |